# Asaakira Kuni
Le prince Asaakira Kuni (久邇宮 朝融王, Kuni-no-miya Asaakira-ō), né le 2 février 1901 à Tokyo et mort le 7 décembre 1959 dans la même ville, est le troisième chef de la Kuni-no-miya, branche collatérale de la famille impériale du Japon et vice amiral dans la Marine impériale japonaise durant la Seconde Guerre mondiale. Il est le frère aîné de l'impératrice Kōjun, kōgō (consort) de l'empereur Hirohito et donc l'oncle maternel de l'actuel empereur Akihito.

## Biographie

### Jeunesse
Né à Tokyo, Asaakira Kuni est le fils aîné du prince Kuniyoshi Kuni et de son épouse, Chikako, septième fille du duc Shimazu Tadayoshi, dernier daimyō du domaine de Satsuma. En 1921, il siège pour la durée usuelle à la Chambre des pairs. À la mort de son père le 29 janvier 1929, il lui succède à la tête de la maison Kuni-no-miya.

### Carrière militaire
Le prince Kuni est diplômé de la 49e promotion de l'Académie navale impériale du Japon en 1921. Il effectue son service de cadet sur le croiseur Izumo et le cuirassé Kirishima. Après avoir été nommé aspirant, il est affecté sur les cuirassés Yamashiro puis sur les Ise et Nagato. Après obtention de son diplôme de l'École navale impériale en 1925, il est affecté sur le cuirassé Mutsu puis sur le Haruna. Nommé lieutenant en 1928, il est nommé chef de l'artillerie à bord du croiseur Kiso en 1931.
En août 1934, il est transféré sur le croiseur Yakumo de la même capacité. Deux ans plus tard, il est élevé au grade de lieutenant-commandant en 1936 et affecté auprès du bureau de l'État-major de la marine impériale japonaise. Il est réaffecté sur le cuirassé Nagato en 1937 au début de la Seconde guerre sino-japonaise. Promu capitaine de vaisseau en 1938, il reçoit son premier commandement, celui du Yakumo le 9 juillet 1940. Il est par la suite réaffecté à l'aviation navale et commande des groupes aériens à Kisarazu (1 novembre 1940) et Takao (20 mars 1942). Il est promu contre-amiral le 1er novembre 1942 et nommé responsable de la Flotte de la zone Sud-Ouest (5 octobre 1942) lors de l'occupation japonaise de Timor pendant la Guerre du Pacifique. Il est promu au rang de vice-amiral le 1er mai 1945 et reste en service actif auprès du Bureau de l'aviation de la Marine impériale japonaise (en) sur le front sud jusqu'à la fin de la guerre.

### Mariage et famille

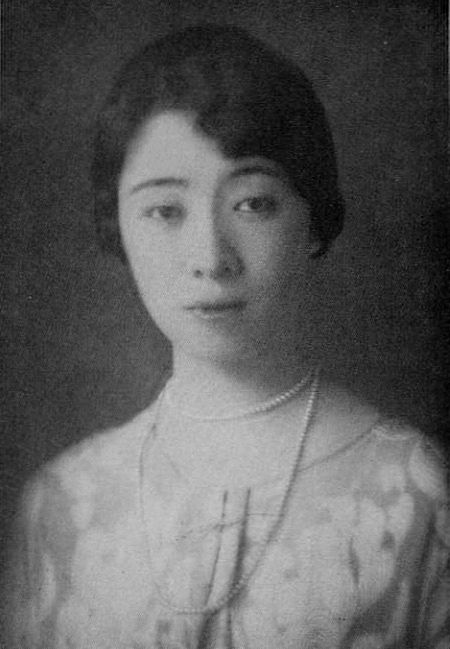
SAI la princesse Tomoko Kuni, son épouse.

Le 25 juillet 1925, Asaakira Kuni épouse sa cousine, la princesse Tomoko (18 mai 1907 – 30 juin 1947), troisième fille du prince Fushimi Hiroyasu. Le couple a huit enfants dont 5 filles et 3 fils :
1. Princesse Masako Kuni (正子女王?), 8 décembre 1926
2. Princesse Asako Kuni (朝子女王?), 23 octobre 1927 – 21 août 1964
3. Prince Kuniaki Kuni (久邇邦昭?), 25 mars 1929
4. Princesse Michiko Kuni (通子女王?), 4 septembre 1933
5. Princesse Hideko Kuni (英子女王?), 21 juillet 1937
6. Prince Asatake Kuni (久邇朝建?), 11 mai 1940
7. Princesse Noriko Kuni (典子女王?), 18 septembre 1941
8. Prince Asahiro Kuni (久邇朝宏?), 7 octobre 1944

### Roturier
Le 14 octobre 1947, le prince Asaakira Kuni et ses enfants perdent leur statut impérial et deviennent des citoyens ordinaires dans le cadre de l'abolition par le Commandement suprême des forces alliées des branches collatérales de la famille impériale du Japon. En tant qu'ancien officier de marine, il lui est également interdit d'occuper une charge publique. Espérant capitaliser sur ses liens étroits avec le trône (sa sœur est l'impératrice), l'ancien prince crée une ligne de parfums de luxe portant le logo impérial chrysanthème. Cependant, comme peu de Japonais ont de l'argent pour acheter des articles de luxe pendant l'occupation américaine, la Société des parfums Kuni fait rapidement faillite. Il devient par la suite président de l'Association japonaise des chiens de berger, producteur passionné d'orchidées et occupe des fonctions au sein de l'Association des sanctuaires shinto, la société religieuse qui succède au gouvernement dans le contrôle des sanctuaires shinto.
L'ancien prince meurt d'une crise cardiaque à l'âge de 58 ans et son fils aîné Kuniaki Kuni lui succède comme chef titulaire de l'ancienne maison Kuni-no-miya.

## Source de la traduction
- (en) Cet article est partiellement ou en totalité issu de l’article de Wikipédia en anglais intitulé « Prince Kuni Asaakira » (voir la liste des auteurs).